# Bernardo I de Ribagorça
Bernardo I (c. 880 - 955) foi conde de Ribagorça entre os anos de 920 e de 955 e irmão dos Condes de Pallars, o conde Lope I de Pallars (? - 948), conde de Pallars entre 920 e 948, e o conde Isarno I de Pallars (? - 948), infante de Ribagorça e conde de Pallars entre 920 e 948. 
Em 919 Bernardo I lutou juntamente com o seu primo Sancho Garcês I de Pamplona na tentativa de conquistar o Castelo de Monzón que se encontrava na posse da dinastia muçulmana Banu Cassi.
De acordo com fontes sarracenas, no ano de 928 ou 929 hospedou o patriarca da família de Banu Cassi, Maomé ibne Llop, que havia sido derrotado na guerra e obrigado pelos seus súditos a abandonar o trono.

## Relações familiares
Foi filho de Raimundo I de Pallars e Ribagorça (? — c. 920) e de Guinigenta. casou-se com Toda Galindes de Aragão, senhora de Sobrarbe filha de Galindo II Aznárez conde de Aragão (? - 893 e de Acibela da Gasconha (922 -?), de quem teve:
1. Raimundo II de Ribagorça (c. 910 - 970), Conde de Ribagorça, casou com Gersenda de Fézensac (910 —?), filha de Guilherme Garcês da Gasconha[2][3], conde de Fezensac e de Gracinda de Ruergue.
2. Galindo de Ribagorça (c. 910 - depois de 930), casou-se em 930 com Velasquita de Pamplona, de quem foi o 2º marido, filha de Sancho Sancho Garcês I de Pamplona[4] e Toda Aznares de Aragão.
3. Borrel de Ribagorça. Em alguma documentação medieval é dado como sucessor de seu pai no condado de Ribagorça, no entanto a histórica moderna tem rejeitado essa versão, dando-a como errônea.
4. Miro de Ribagorça, herdou de sua esposa as terras de Najera, morreu sem filhos conhecidos.
5. Ava.